# Distrikt Paamiut
Paamiut ist seit 2009 ein grönländischer Distrikt in Westgrönland. Er ist deckungsgleich mit der von 1950 bis 2008 bestehenden Gemeinde Paamiut.

## Lage
Der Distrikt Paamiut liegt im südlichen Westgrönland. Im Norden grenzt der Distrikt Nuuk an, im Süden der Distrikt Qaqortoq. Im südlichen Teil des Distrikts befindet sich zudem der Distrikt Ivittuut als Enklave innerhalb des Distrikts Paamiut.

## Geschichte
Die Gemeinde Paamiut entstand 1950 durch die Dekolonialisierung des Kolonialdistrikts Frederikshaab, wobei aus dem Gebiet des Kolonialdistrikts die Gemeinde Ivittuut ausgegliedert wurde. Bei der Verwaltungsreform 2009 wurde die Gemeinde Paamiut in die Kommuneqarfik Sermersooq eingegliedert.

## Orte
Neben der Stadt Paamiut befindet sich lediglich das Dorf Arsuk im Distrikt Paamiut.
Daneben befanden sich die folgenden mittlerweile verlassenen Siedlungen in der damaligen Gemeinde bzw. im heutigen Distrikt:
- Iluilaarsuk
- Kangilineq
- Kuannit
- Narsalik
- Neria
- Qeqertarsuaq

## Wappen
Das Wappen zeigt zwei blaue Seeadler auf weißem Grund. Der Vogel ist ein typisches Symbol für Paamiut. Der Predigtstuhl der Stadt hat einen Adler. Der Sportverein der Stadt Nagtoralik Paamiut ist ebenfalls nach dem Seeadler benannt. Das Wappen wurde 1975 angenommen.

## Bevölkerungsentwicklung
Die Einwohnerzahl des Distrikts hat sich in den letzten vier Jahrzehnten mehr als halbiert.